# NGC 309
NGC 309 es una galaxia espiral barrada de la constelación de Cetus. 
Fue descubierta el 1877 por el astrónomo Ernst Wilhelm Leberecht Tempel.